# 陈建华 (1956年3月)
陈建华（1956年3月—），男，广东陆丰人，中华人民共和国政治人物。北京钢铁学院（现北京科技大学）机械系毕业，中山大学行政管理专业在职研究生学历，管理学硕士学位。

## 生平
1982年加入中国共产党。历任中共广东省委书记谢非秘书、省委办公厅副主任；中共广州市委常委、从化市委书记、广州市委宣传部长；中共河源市委书记、市人大常委会主任等职。2011年12月调任中共广州市委副书记、代市长，次年1月正式当选。2016年1月，任广州市人大常委会主任。2018年2月24日，当选为第十三届全国人大代表。2020年6月，辞去广州市人大常委会主任职务。